# Nile (album)
Pour les articles homonymes, voir Nile.
Albums de Patrice
Silly Walks Movement Meets Patrice Raw and Uncut
(2006)
Nile est le quatrième album du musicien allemand Patrice, paru en 2005. Cet album a fait connaitre Patrice en France, notamment grâce au titre Soulstorm.

## Liste des morceaux
1. 1st Cateract
2. Today
3. 2nd Cateract
4. Africanize
5. 3rd Cateract
6. Done
7. Soul Storm
8. It Hurts To Be Alone
9. Only Bellevers
10. Uncried
11. Remember
12. Victoriously
13. Lil Paradise
14. Here Again
15. Town
16. Havu U Seen It
17. Gun
18. Lead The way
19. Be Your Man
20. Slave To The River